# Spoorlijn Olten - Luzern
De spoorlijn Olten - Luzern is een Zwitserse spoorlijn tussen Olten (station) in kanton Solothurn en Luzern (station) in kanton Luzern.

## Geschiedenis
Het traject werd door Schweizerische Centralbahn (SCB) in 18xx geopend.

## Treindiensten
De treindienst op dit traject wordt uitgevoerd door de Schweizerische Bundesbahnen (SBB).

## Aansluitingen
In de volgende plaatsen is of was er een aansluiting van de volgende spoorlijnen:

### Olten
- Jurafusslinie, spoorlijn tussen Olten en Lausanne / Genève
- Mittellandlinie, spoorlijn tussen Olten en Lausanne
- Hauensteinlinie, spoorlijn tussen Olten en Bazel
- Olten - Aarau, spoorlijn tussen Olten en Aarau

### Luzern
- Bern - Luzern, spoorlijn tussen Bern en Luzern
- Luzern - Immensee, spoorlijn tussen Luzern en Immensee
- Luzern - Lenzburg, spoorlijn tussen Luzern en Lenzburg
- Zug - Luzern, spoorlijn tussen Zug en Luzern
- Luzern - Interlaken, spoorlijn tussen Luzern en Interlaken
- Luzern - Engelberg, spoorlijn tussen Luzern en Engelberg

## Elektrische tractie
Het traject werd geëlektrificeerd met een spanning van 15.000 volt 16 2/3 Hz wisselstroom.